# Власов, Павел Николаевич
Павел Николаевич Вла́сов (род. 13 октября 1960, Лебедин, Сумская область) — лётчик-испытатель, Герой Российской Федерации (1998). Руководитель Лётно-исследовательского института имени М.М. Громова (2010—2017) и Центра подготовки космонавтов имени Ю. А. Гагарина (2017—2021).

## Биография

### Ранние годы и служба в военной авиации СССР
Родился 13 октября 1960 года в городе Лебедин Сумской области, окончил среднюю школу в 1977 году с золотой медалью. В 1981 году окончил с отличием Харьковское высшее военное авиационное училище лётчиков им. С. И. Грицевца. Продолжил службу лётчиком-инструктором 443 полка, базирующегося в посёлке Великая Круча Полтавской области, далее 812 авиационно-учебный полк в городе Купянск Харьковской области. В 1987 году в звании капитана уволился в запас.

### Работа в авиакосмической отрасли

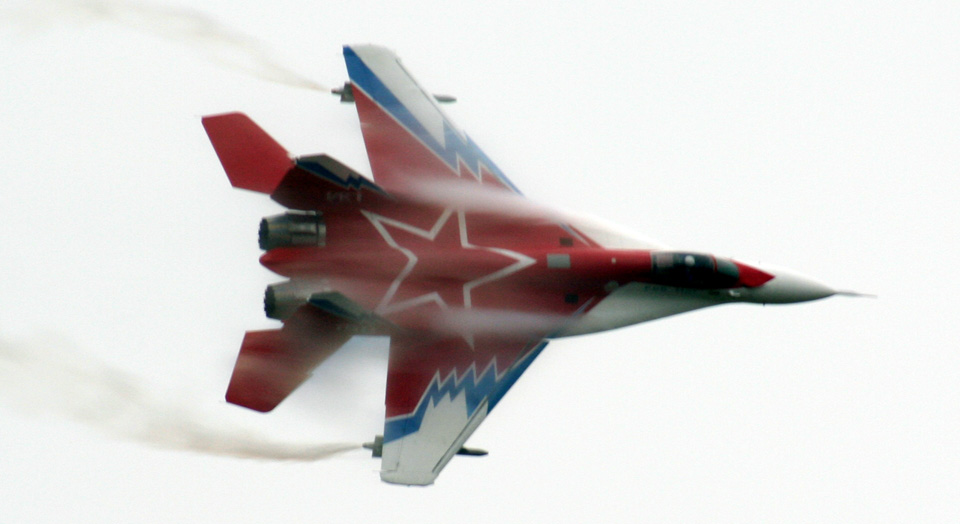
Самолёт Миг-29ОВТ, испытания которого провёл П. Н. Власов

В 1989 году окончил Школу лётчиков-испытателей. С мая 1989 года на лётно-испытательной работе в ОКБ имени А. И. Микояна. В 1990 году участвовал в проведении испытаний корабельного истребителя МиГ-29К с выполнением взлёта и посадки на палубу тяжёлого авианесущего крейсера «Адмирал Кузнецов». Выполнил большой объём работ по проведению лётных испытаний самолётов МиГ-31, МиГ-31М, МиГ-31Д, МиГ-29, МиГ-29СМТ, МиГ-29К, МиГ-29М, МиГ-29М2, МиГ-АТ и МиГ-35 на предельных режимах полёта, по отработке новейших систем вооружения, прицельно-навигационных комплексов, систем дозаправки в воздухе. Выполнил первый подъём самолетов: в 2001 году — МиГ-29М2, в 2003 году — Миг-29ОВТ, в 2007 году — нового самолёта корабельного базирования МиГ-29К. В 2002 году был назначен заместителем генерального директора РСК «МиГ» по лётной работе — начальником Лётно-испытательного центра имени А. В. Федотова и работал в этой должности до февраля 2014 года. С 1992 года участник международных выставок с выполнением демонстрационных полётов, многократно награждался зарубежными призами за лучший пилотаж боевых самолётов. Освоил 35 типов летательных аппаратов.
Окончил курс по программе стратегического кадрового резерва Объединённой авиастроительной корпорации (ОАК) в Московской школе управления «Сколково» (2010). В период 2010-2017 годов руководил государственным научным центром Российской Федерации Лётно-исследовательским институтом имени М.М. Громова (ЛИИ). В конце 2012 года для реализации идеи о создании на базе ЛИИ Объединенного лётно-испытательного центра ОАК Власов был назначен вице-президентом ОАК по лётным испытаниям (с сохранением в должности генерального директора ЛИИ). Однако, эта идея до сих пор не реализована.
В ноябре 2017 года Власов перешёл на должность начальника ФГБУ «Научно-исследовательский испытательный центр подготовки космонавтов имени Ю. А. Гагарина». Покинул должность по собственному желанию в июне 2021 года.
По информации ТАСС в 2023 году Власов работал в ОАК на должности советника президента корпорации.
В августе 2024 года Власов занимал должность советника генерального директора Роскосмоса, сообщалось также, что он один главных кандидатов на новую должность заместителя генерального директора Роскосмоса по пилотируемым и автоматическим комплексам.

### Семья
Власов живёт в городе Жуковском Московской области. Женат (с 1986), жена Елена Власова (род. 1961), преподаватель химии и биологии. Дочь Анна (род. 1987), сын Андрей (род. 1993).

## Награды и звания
- Герой Российской Федерации (1998) — за проявленные при испытании новой авиационной техники мужество и героизм[4]
- Орден Мужества (1996)[4]
- Медаль «300 лет Российскому флоту» (1996)
- Медаль «В память 850-летия Москвы» (1997)
- Медаль «70 лет Вооружённых Сил СССР» (1988)
- Медаль «За безупречную службу» III степени (1986)
- Медаль Ю. А. Гагарина (2021) — за личный вклад в реализацию космических программ и проектов, многолетний добросовестный труд[11]
- Знак «За заслуги перед Московской областью» III степени (15 января 2021)[12]
- Заслуженный лётчик-испытатель Российской Федерации (2003)[4]
- Почётный авиастроитель Российской Федерации
- Лауреат национальной премии «Золотая идея» (2004)[13], премии «Золотая колесница» (2007)[3]